# 張頌昇
張頌昇 （Anthony Cheung) ，90後香港收藏家，香港大學碩士畢業英文導師，香港真藏（Collective Memories Hong Kong）創辦人及CEO。曾到各大型公司分享收藏品投資心得和禮品公司業務，也曾經舉辦過多場收藏品個人展覽 （紙幣、銀幣、閃咭、動畫手稿、黑膠碟等），十年間活躍於各大收藏界別，並推廣「收藏屬於香港人的回憶」理念。

## 生平
2008年開始接觸收藏品，集中收藏及投資錢幣、郵票、黑膠、車票、閃咭、日本動畫原畫等。2012年開始推動宣傳「收藏品投資和保值」概念。2015年完成碩士課程並正式將網上店轉營成實體店（香港真藏-荃灣總店），由本人親自打理。2016年成為首屆香港國際錢幣會參展商之一。數年間也曾經舉辦數場以收藏品為主打的個人展覽，展出數百件有關香港及中國的錢幣收藏，也在數碼港的龍珠展咭展中展示了動漫閃咭收藏，是香港少有的年輕資深收藏家。
2015-2017年曾接受多家传媒访问，包括《明报》、《成报》、《东方日报》、《香港01》、《苹果日报》、《经济一周》、《壹周刊》、PressFocus等。2017年初成功舉行Anthony Cheung個人收藏品展覽，展出精選約100件收藏。 2018年開始收藏動畫手稿，總收藏量達幾千張，當中鋼之鍊金術師、精靈寶可夢和百變小櫻的收藏量是全球最多之一。YOUTUBE也在2024年達到5萬訂閱。收藏學生有達數百人！